# 舒展 (1951年)
舒展（1951年7月—），湖北仙桃人，中华人民共和国福建省地方官员，中国共产党党员，中共中央党校在职大学学历。

## 生平
1969年3月入伍，1990年10月起任中国人民解放军某师政治部主任；1993年6月起任解放军某师政治委員；1994年10月起任解放军南京军区政治部宣传部部长。1996年12月任福建省广播电视厅党组成员、副厅长；2000年3月任福建省广播电视局党组副书记、副局长。2003年8月起任福建省广播影视集团党组书记、董事长，兼任福建省电视艺术家协会主席、中国电视艺术家协会理事、中国书法家协会会员、福建师范大学传播学院兼职教授。
2014年5月4日，舒展因涉嫌严重违纪被查，并于6月19日将其涉嫌犯罪问题移送司法机关依法处理。通报经查，舒展利用职务上的便利为他人谋取利益，收受巨额贿赂，并与他人通奸。
2016年9月28日，福州市中级人民法院就舒展受贿案作出一审刑事判决。法院经审理查明：2002年至2014年间，舒展在任职期间滥用职务便利，在人事任用、员工录用、影视剧拍摄等方面为他人谋取利益，非法收受他人贿送的各种大钱财，以及金条500克、金田黄石雕1件，共计折合人民币计1020.2717万元；同时，舒展还为他人任命为福建广播影视集团广告经营总公司副总经理、福建电广电视广告公司总经理等职务提供帮助。
此外，2010年至2011年间，舒展利用其担任福建省广播影视集团党组书记、董事长的职务便利，为时任福建省广播影视集团副董事长陈文广（判决书提到的陈某卯）（另案处理）提拔担任福建省广播影视集团总经理（正厅级）提供帮助。为此，舒展于2011年在其办公室收受陈文广贿送的中國建設銀行投资金条500克，经鉴定价值为人民币16.5万元。
舒展为他人在人事录用及职务提拔、调整等方面谋取利益而收受贿赂款达人民币900余万元，依法予以酌情从重处罚；被告人舒展到案后，除如实供述办案机关已掌握的罪行以外，还供述其他未被办案机关掌握的同种较重罪行，依法予以从轻处罚；被告人舒展认罪态度好，退清全部赃款，依法予以酌情从轻处罚。最终，舒展因犯受贿罪，被判处有期徒刑十一年，并处没收个人财产人民币100万元。所收的贿赂品由扣押机关依法予以没收、上缴国库。
随后，福建省广播影视集团大门入口处，有一块耗资不菲的巨石，刻有他书写的繁体大字“龙”，落马后该字被迅速铲掉。同时有关舒展著作的相关文书亦从各大书店和网络下架。